# Лорика сквамата

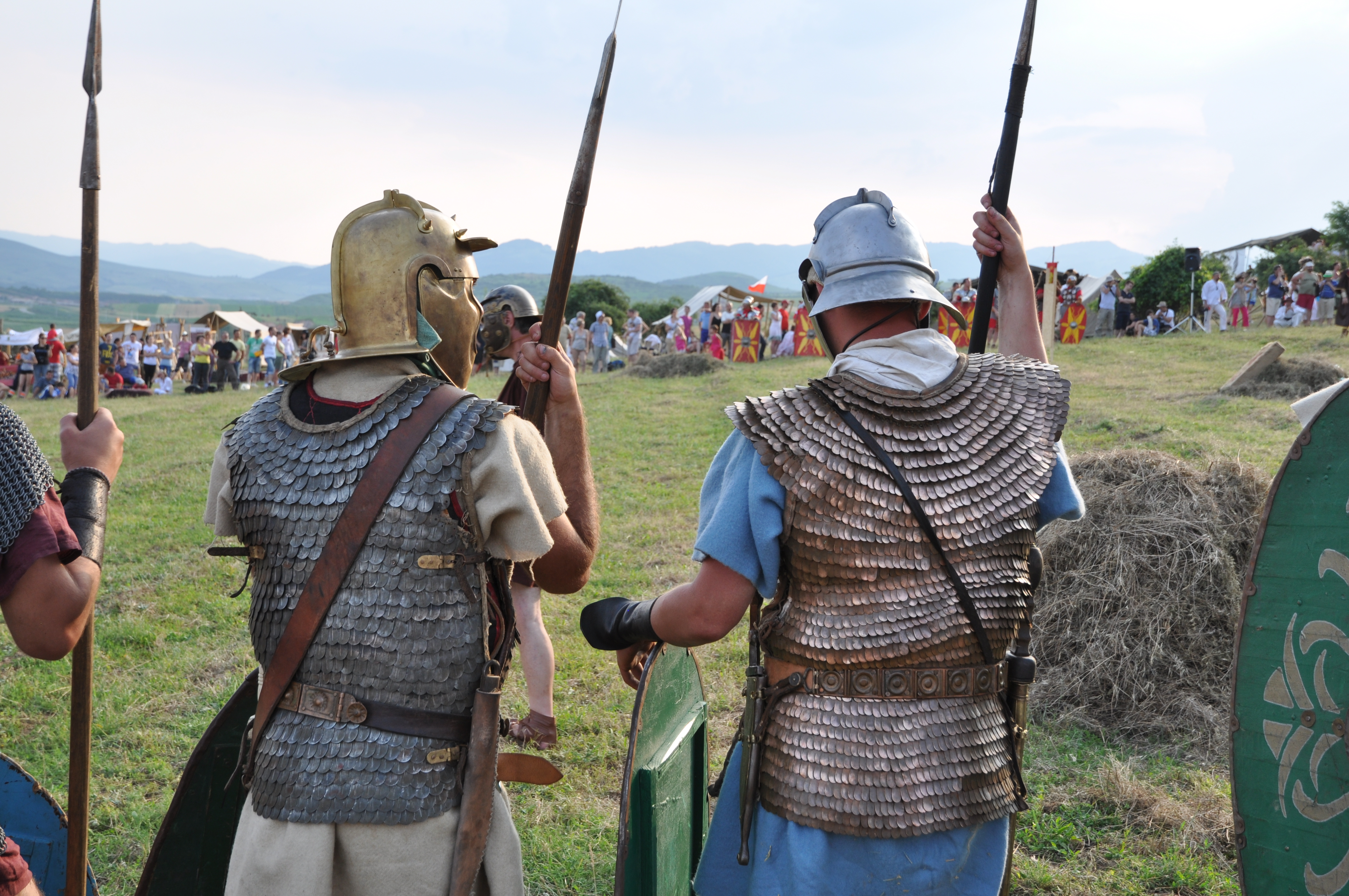

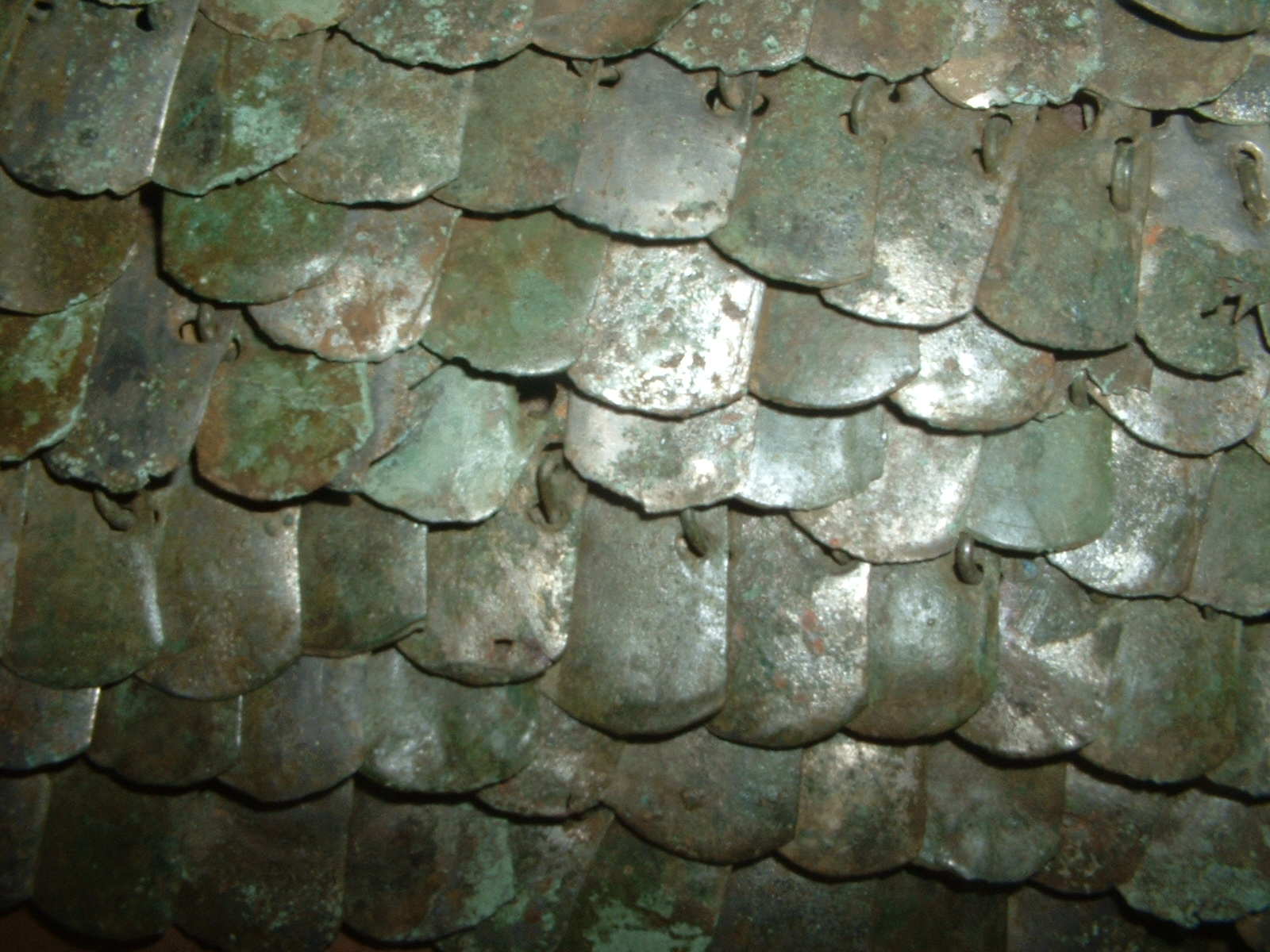
Римская бронзовая ламеллярная чешуя, скреплённая кольцами вместо шнура

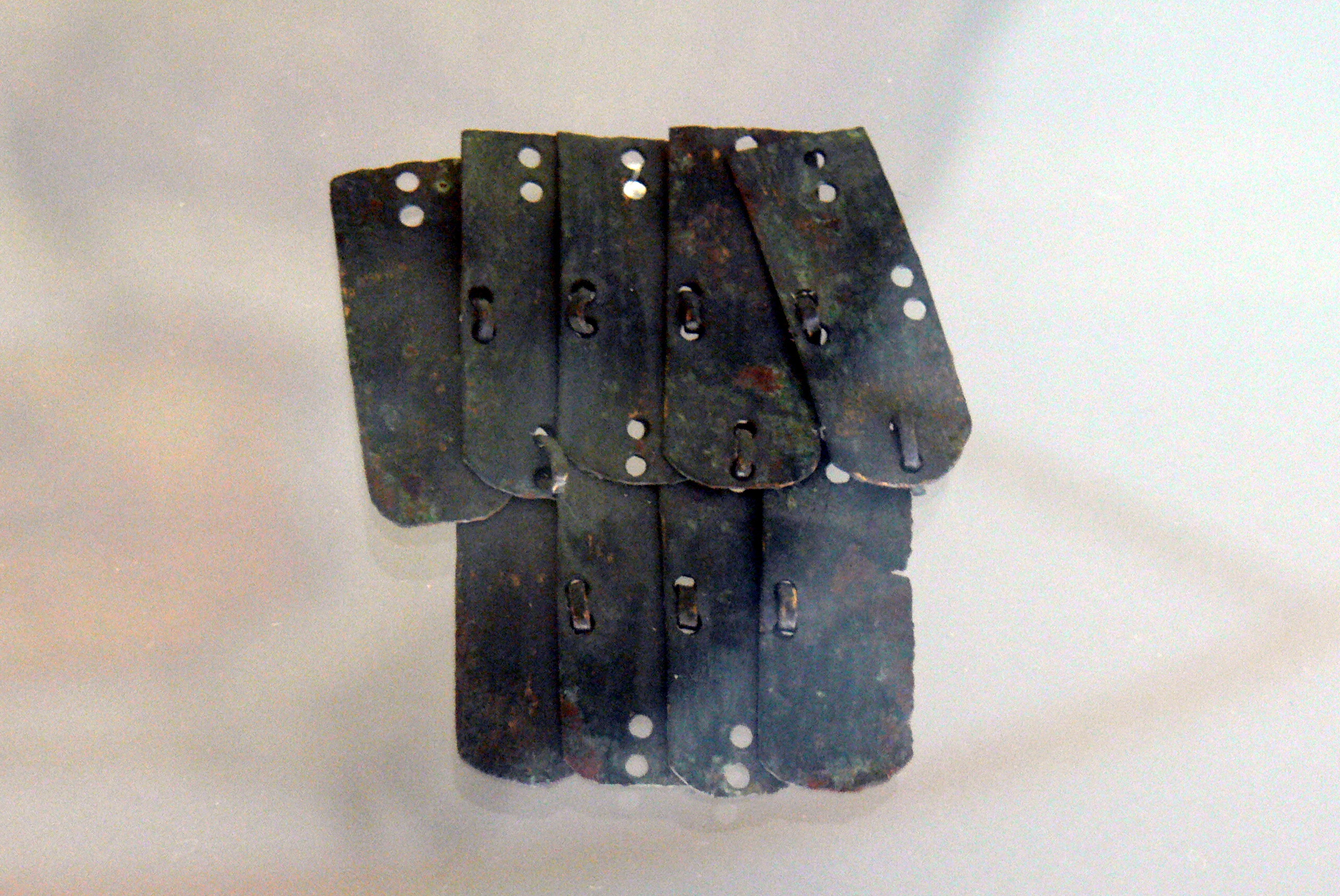
Пластинки доспеха лорика сквамата.

Лорика сквамата (лат. Lorica squamata) — доспехи, использовавшиеся в Римской империи, тип чешуйчатого доспеха.
Доспехи состояли из тканевой или кожаной основы, на которую нашиты стальные или бронзовые пластинки, скрепленные проволокой или шнуром друг с другом в горизонтальные ряды. Они налегали друг на друга по принципу кровельной черепицы. Как вариант они могли быть прошнурованы к тканевой основе. Каждая пластинка имела от 4 до 12 отверстий для прикрепления к ближайшей в ряду. Пластины могли иметь размер от 6,5×9.5 мм до 5 х 8 см, но наиболее были распространены пластины около 1.3 см х 2.5 см. В большинстве случаев металл был толщиной порядка 0.5-0.8 мм.
Достаточно хорошо противостоит ударам дубинок, и стрелам, выпущенным из лука. При качественном изготовлении даёт неплохую защиту от рубящих и режущих ударов, основной недостаток — довольно посредственно предохраняет от прямых колющих ударов копья, в силу толщины пластин. Рядом специалистов было заявлено о предполагаемой уязвимости для колющего удара, направленного снизу вверх, но данный вопрос по настоящее время носит дискуссионный характер. Технологически проще в изготовлении по сравнению с кольчугой, при примерно равных защитных возможностях (но рубящие удары держит лучше).
Лорика сквамата применялась в римской армии с I в.н. э., но особое распространение получила в эпоху правления Северов. Лорика сквамата использовалась во вспомогательных войсках и кавалерии Рима (см. Древнеримская армия). Также, судя по надгробиям, данный вид доспеха часто использовался центурионами и аквилиферами.